# Philippe Gaulier
Philippe Gaulier   (París, 4 de març de 1943) és director d'escena, pallasso, actor i professor de teatre francès. És el fundador de l'École Philippe Gaulier, que acull cada any a Étampes, als afores de París, alumnes arribats del tot el món.

## Trajectòria
Després d'haver estat alumne entre 1965 i 1967 de l'École Internationale de Théâtre Jacques Lecoq, i d'haver treballat com a professor a la mateixa escola, Gaulier va fundar la seva pròpia escola de teatre el 1980 al 17è districte de París.
El 1991 l'escola va ser convidada per l'Arts Council Egland a establir-se a Londres, en principi per un any, però aquest trasllat va durar fins al 2002 amb diferents emplaçaments: Highbury Islington, Kentish Town i, finalment, Cricklewood, en una església comprada per a l'ocasió que va sevir de marc per als cursos i espectacles que es produeixen a l'escola.
El 2002 Gaulier va tornar a París per a continuar amb l'escola, primer a Montreuil, després a Sceaux i actualment a Étampes. Tot i que l'escola s'ha establert a França, les classes es continuen impartint a anglès, encara que l'estudiantat improvisa i actua en la seva llengua materna. Alguns dels alumnes coneguts de l'escola al llarg d'aquest anys han estat Nathalie Seseña, Yolande Moreau, Sacha Baron Cohen, Emma Thompson, Simon McBurney, Victoria Pedretti, Ágústa Eva Erlendsdóttir, Helena Bonham Carter, Roberto Benigni i Emma Vilarasau. Philippe Gaulier és essencialment conegut pels seus cursos de clown i bufó, tot i això, l'escola ofereix una gran diversitat de cursos tals com: màscara neutra, drama, melodrama, tragèdia, Shakespeare i Txékhov, vodevil, farsa o escriure i dirigir.
El 2009, es va estrenar el documental Zapatos nuevos. Payasos de Hoy en Europa, dirigit per Brian Rodríguez Wood on apareix Gaulier juntament amb altres figures internacionals del món del clown com: Johnny Melville, Gardi Hutter, Leo Bassi, Jango Edwards, Carlo Colombaioni, Pepa Plana, Virgínia Imaz, Joan Montanyès, Slava Polunin o Buffo, que va tenir 4 nominacions als XXIV Premis Goya.

## Obra publicada
- Lettre ou pas lettre.
- Le Gégèneur (2007) ISBN 978-2-917343-00-5
- Le Gauche ou le Droit (2008) ISBN 978-2-917343-01-2
- Pièces pour bouffons (2008)